# Torneo de Memphis 2010
El Regions Morgan Keegan Championships (Torneo de Memphis) es un evento de tenis perteneciente al ATP World Tour en la serie 500, se juega entre el 15 al 21 de febrero en Memphis, Tennessee, Estados Unidos; se juega en paralelo también en Memphis, con el Cellular South Cup que pertenece al cuadro WTA.

## Día a día

### Día 1 (15 de febrero)
| Stadium            | Stadium            | Stadium        | Stadium        |
| Ronda              | Ganador            | Perdedor       | Resultado      |
| ------------------ | ------------------ | -------------- | -------------- |
| Sencillos 1ª ronda | Philipp Petzschner | Taylor Dent    | 1-6, 6-3, 6-4. |
| Sencillos 1ª ronda | (3)Radek Štěpánek  | Kevin Anderson | 7-5, 4-6, 6-4. |
| Sencillos 1ª ronda | (6)John Isner      | Ryan Harrison  | 6-1, 7-5.      |

| Grandstand      | Grandstand                 | Grandstand                    | Grandstand |
| Ronda           | Ganador                    | Perdedor                      | Resultado  |
| --------------- | -------------------------- | ----------------------------- | ---------- |
| Dobles 1ª ronda | Ross Hutchins/ Jordan Kerr | (4)Martin Damm/ Filip Polasek | 6-1, 7-5.  |

### Día 2 (16 de febrero)
| Stadium            | Stadium                         | Stadium                         | Stadium      |
| Ronda              | Ganador                         | Perdedor                        | Resultado    |
| ------------------ | ------------------------------- | ------------------------------- | ------------ |
| Sencillos 1ª ronda | Yevgueni Koroliov               | (7)Philipp Kohlschreiber        | 7-5, 7-5.    |
| Dobles 1ª ronda    | Stephen Huss/ Jaroslav Levinsky | (WC)James Blake/ Bobby Reynolds | 6-4, 6-4.    |
| Sencillos 1ª ronda | (5)Tomáš Berdych                | (Q)Ryan Sweeting                | 6-2, 6-1.    |
| Sencillos 1ª ronda | Jeremy Chardy                   | (2)Fernando Verdasco            | 7-6(4), 6-3. |

| Grandstand         | Grandstand                  | Grandstand                         | Grandstand            |
| Ronda              | Ganador                     | Perdedor                           | Resultado             |
| ------------------ | --------------------------- | ---------------------------------- | --------------------- |
| Sencillos 1ª ronda | Lukas Lacko                 | (Q)Bobby Reynolds                  | 2-6, 7-6(6), 6-4.     |
| Sencillos 1ª ronda | Ernests Gulbis              | (Q)Robert Kendrick                 | 6-4, 6-4.             |
| Sencillos 1ª ronda | Ivo Karlović                | Benjamin Becker                    | 7-6(6), 7-6(4).       |
| Dobles 1ª ronda    | John Isner/ Sam Querrey     | (3)Marcelo Melo/ Bruno Soares      | 6-4, 6-4.             |
| Dobles 1ª ronda    | (2)Mardy Fish/ Mark Knowles | Johan Brunstrom/ Jean-Julien Rojer | 6(6)-7, 7-6(5), 13-11 |
| Sencillos 1ª ronda | Michael Russell             | (WC)Wayne Odesnik                  | 0-6, 7-5, 6-4.        |

| Court 1            | Court 1                           | Court 1                           | Court 1        |
| Ronda              | Ganador                           | Perdedor                          | Resultado      |
| ------------------ | --------------------------------- | --------------------------------- | -------------- |
| Sencillos 1ª ronda | Jarkko Nieminen                   | Dudi Sela                         | 6-2, 7-5.      |
| Dobles 1ª ronda    | Leonardo Mayer/ Dudi Sela         | Robby Ginepri/ Travis Rettenmaier | 6-4, 7-5.      |
| Dobles 1ª ronda    | Michael Kohlmann/ Jarkko Nieminen | Ivo Karlović/ Dusan Vemic         | 7-5, 6-4.      |
| Dobles 1ª ronda    | Eric Butorac/ Rajeev Ram          | (1)Mahesh Bhupathi/ Max Mirnyi    | 6-4, 6-4.      |
| Sencillos 1ª ronda | Yen-Hsun Lu                       | Robby Ginepri                     | 4-6, 6-4, 6-4. |

### Día 3 (17 de febrero)
| Stadium            | Stadium         | Stadium         | Stadium           |
| Ronda              | Ganador         | Perdedor        | Resultado         |
| ------------------ | --------------- | --------------- | ----------------- |
| Sencillos 2ª ronda | (6)John Isner   | Jarkko Nieminen | 6(3)-7, 6-4, 6-4. |
| Sencillos 1ª ronda | Xavier Malisse  | (4)Tommy Haas   | 6-4, 3-6, 6-4.    |
| Sencillos 1ª ronda | (8)Rajeev Ram   | Sam Querrey     | 6-2, 6-3.         |
| Sencillos 1ª ronda | (1)Andy Roddick | James Blake     | 6-3, 4-6, 7-6(3). |

| Grandstand          | Grandstand                     | Grandstand                     | Grandstand   |
| Ronda               | Ganador                        | Perdedor                       | Resultado    |
| ------------------- | ------------------------------ | ------------------------------ | ------------ |
| Sencillos 2.ª ronda | Ernests Gulbis                 | (3)Radek Štěpánek              | 7-6(5), 7-5. |
| Sencillos 1.ª ronda | Leonardo Mayer                 | Mardy Fish                     | 6-4, 6-0.    |
| Dobles 1.ª ronda    | (WC)Scott Lipsky/ David Martin | Benjamin Becker/ Jeremy Chardy | 7-5, 6-2.    |

| Court 1            | Court 1            | Court 1           | Court 1        |
| Ronda              | Ganador            | Perdedor          | Resultado      |
| ------------------ | ------------------ | ----------------- | -------------- |
| Sencillos 2ª ronda | Philipp Petzschner | Yevgueni Koroliov | 7-6(5), 7-6(5) |

### Día 4 (18 de febrero)
| Stadium            | Stadium          | Stadium         | Stadium        |
| Ronda              | Ganador          | Perdedor        | Resultado      |
| ------------------ | ---------------- | --------------- | -------------- |
| Sencillos 2ª ronda | (5)Tomáš Berdych | Michael Russell | 3-6, 6-3, 6-2. |
| Sencillos 2ª ronda | Ivo Karlović     | Xavier Malisse  | 6-4, 6-4.      |
| Sencillos 2ª ronda | (8)Sam Querrey   | Leonardo Mayer  | 6-4, 6-0.      |
| Sencillos 2ª ronda | (1)Andy Roddick  | Yen-Hsun Lu     | 7-6(2), 6-4.   |

| Grandstand              | Grandstand                  | Grandstand                        | Grandstand      |
| Ronda                   | Ganador                     | Perdedor                          | Resultado       |
| ----------------------- | --------------------------- | --------------------------------- | --------------- |
| Dobles cuartos de final | Ross Hutchins/ Jordan Kerr  | Michael Kohlmann/ Jarkko Nieminen | 6-2, 6-4.       |
| Sencillos 2ª ronda      | Lukas Lacko                 | Jeremy Chardy                     | 7-6(4) 2-1 ret. |
| Dobles cuartos de final | (2)Mardy Fish/ Mark Knowles | Stephen Huss/ Jaroslav Levinsky   | 4-6, 6-3, 10-4. |

| Court 1                 | Court 1                        | Court 1                   | Court 1            |
| Ronda                   | Ganador                        | Perdedor                  | Resultado          |
| ----------------------- | ------------------------------ | ------------------------- | ------------------ |
| Dobles cuartos de final | (WC)Scott Lipsky/ David Martin | Eric Butorac/ Rajeev Ram  | 4-6, 7-6(5), 10-7. |
| Dobles cuartos de final | John Isner/ Sam Querrey        | Leonardo Mayer/ Dudi Sela | 7-6(6), 6-4.       |

### Día 5 (19 de febrero)
| Stadium                    | Stadium            | Stadium          | Stadium           |
| Ronda                      | Ganador            | Perdedor         | Resultado         |
| -------------------------- | ------------------ | ---------------- | ----------------- |
| Sencillos cuartos de final | Philipp Petzschner | Lukas Lacko      | 6-1, 1-6, 6-1.    |
| Sencillos cuartos de final | (6)John Isner      | Ivo Karlović     | 6-1, 7-6(7).      |
| Sencillos cuartos de final | Ernests Gulbis     | (5)Tomáš Berdych | 3-6, 6-3, 7-6(3). |
| Sencillos cuartos de final | (8)Sam Querrey     | (1)Andy Roddick  | 7-5, 3-6, 6-1.    |

### Día 6 (20 de febrero)
| Stadium             | Stadium                    | Stadium                        | Stadium         |
| Ronda               | Ganador                    | Perdedor                       | Resultado       |
| ------------------- | -------------------------- | ------------------------------ | --------------- |
| Sencillos semifinal | (6)John Isner              | Philipp Petzschner             | 7-5, 4-6, 6-3.  |
| Dobles semifinal    | Ross Hutchins/ Jordan Kerr | (WC)Scott Lipsky/ David Martin | 7-6(6), 7-6(4). |
| Sencillos semifinal | (8)Sam Querrey             | Ernests Gulbis                 | 6-3, 6-4.       |
| Dobles semifinal    | John Isner/ Sam Querrey    | (2)Mardy Fish/ Mark Knowles    | 3-6, 7-5, ret.  |

### Día 7 (21 de febrero)
| Stadium         | Stadium        | Stadium       | Stadium             |
| Ronda           | Ganador        | Perdedor      | Resultado           |
| --------------- | -------------- | ------------- | ------------------- |
| Sencillos final | (8)Sam Querrey | (6)John Isner | 6(3)-7, 7-6(5) 6-3. |

## Cabezas de serie
A continuación se detallan los cabeza de serie de cada categoría. Los jugadores marcados en negrita están todavía en competición. Los jugadores que ya no estén en el torneo se enumeran junto con la ronda en la cual fueron eliminados.

### Cabezas de serie (individuales masculino)
| 1. | Andy Roddick          | pierde ante | Sam Querrey       | Cuartos de final |
| 2. | Fernando Verdasco     | pierde ante | Jeremy Chardy     | 1.ª ronda        |
| 3. | Radek Štěpánek        | pierde ante | Ernests Gulbis    | 2.ª ronda        |
| 4. | Tommy Haas            | pierde ante | Xavier Malisse    | 1.ª ronda        |
| 5. | Tomáš Berdych         | pierde ante | Ernests Gulbis    | Cuartos de final |
| 6. | John Isner            | pierde ante | Sam Querrey       | Final            |
| 7. | Philipp Kohlschreiber | pierde ante | Yevgueni Koroliov | 1.ª ronda        |
| 8. | Sam Querrey           | gana a      | John Isner        | Campeón          |

### Cabezas de serie (dobles masculino)
| 1. | Mahesh Bhupathi/ Max Mirnyi | pierden ante | Eric Butorac/ Rajeev Ram   | 1ª ronda  |
| 2. | Mardy Fish/ Mark Knowles    | pierden ante | John Isner/ Sam Querrey    | Semifinal |
| 3. | Marcelo Melo/ Bruno Soares  | pierden ante | John Isner/ Sam Querrey    | 1ª ronda  |
| 4. | Martin Damm/ Filip Polasek  | pierden ante | Ross Hutchins/ Jordan Kerr | 1ª ronda  |

## Campeones
- Individuales masculinos:  Sam Querrey derrota a  John Isner 63–7, 7–65, 6–3.

- Dobles masculinos:  John Isner/  Sam Querrey derrotan a  Ross Hutchins/  Jordan Kerr 6–4, 6–4.

## Puntos y premios
El torneo se realiza con una inversión de 1.226.500 dólares, de los cuales, 1.100.000 son entregados a los tenistas de la siguiente forma:
- Singles

| Ronda            | Puntos | Premios |
| Campeón          | 500    | 261.500 |
| Finalista        | 300    | 121.600 |
| Semifinal        | 180    | 57.800  |
| Cuartos de final | 90     | 27.300  |
| Segunda ronda    | 45     | 13.980  |
| Primera ronda    | 0      | 7.545   |
| Clasificado      | 20     |         |
| Clasificación R3 | 0      | 0       |
| Clasificación R2 | 10     | 900     |
| Clasificación R1 | 0      | 450     |

- Dobles

| Ronda            | Puntos | Premios |
| Campeón          | 500    | 76.950  |
| Finalista        | 300    | 35.750  |
| Semifinal        | 180    | 17.000  |
| Cuartos de final | 90     | 8.030   |
| Primera ronda    | 0      | 4.100   |